# Domenico Tedesco
Domenico Tedesco (phát âm tiếng Ý: [doˈmeːniko teˈdesko], sinh ngày 12 tháng 9 năm 1985) là một huấn luyện viên bóng đá chuyên nghiệp mang quốc tịch Ý và Đức. Ông hiện đang là huấn luyện viên trưởng của Đội tuyển bóng đá quốc gia Bỉ.

## Thời niên thiếu
Tedesco sinh ngày 12 tháng 9 năm 1985 tại Rossano, Ý. Ông cùng gia đình rời tỉnh Cosenza của Ý đến Đức để định cư ở huyện Esslingen ở bang Baden-Württemberg. Trong suốt thời gian đó, Tedesco và em trai ông mang cả hai quốc tịch Ý lẫn Đức.
Tedesco đã hoàn thành khóa thực tập tại khoa thể thao của Eßlinger Zeitung, nơi cha ông làm việc với tư cách là thợ in, khi còn là sinh viên.
Sau khi hoàn thành khóa đào tạo nghề thương nhân bán buôn và ngoại thương, ông đã hoàn thành bằng cử nhân kỹ thuật công nghiệp và bằng thạc sĩ về quản lý đổi mới. Ông cũng đã hoàn thành khóa học ngành huấn luyện viên bóng đá của Hiệp hội bóng đá Đức tại Học viện Hennes Weisweiler vào mùa xuân năm 2016 với thành tích xuất sắc nhất trong năm với điểm tổng thể là 1,0.

## Sự nghiệp

### Sự nghiệp cầu thủ
Tedesco đã từng thi đấu cho các câu lạc bộ ASV Aichwald và câu lạc bộ FV Zuffenhausen ở Stuttgart ở vị trí tiền đạo. Ông cũng đã tham gia một buổi tập thử với câu lạc bộ hạng ba lúc đó là Stuttgarter Kickers.

### Sự nghiệp huấn luyện viên

#### Những năm đầu với các đội trẻ
Vào ngày 1 tháng 7 năm 2008, Tedesco bắt đầu làm việc tại đội trẻ của VfB Stuttgart với tư cách là trợ lý huấn luyện viên dưới quyền Thomas Schneider. Từ năm 2013 trở đi, ông là trợ lý huấn luyện viên đội U-17 trước khi được thăng chức lên huấn luyện viên trưởng trong suốt mùa giải. Vào cuối mùa giải 2014–15, ông rời Stuttgart để trở thành huấn luyện viên đội trẻ 1899 Hoffenheim. Ông được thăng chức làm huấn luyện viên đội U-19 trước mùa giải 2016–17.

#### Erzgebirge Aue
Vào ngày 8 tháng 3 năm 2017, đội xếp cuối cùng Erzgebirge Aue vào mùa giải 2. Bundesliga 2016–17 đã bổ nhiệm Tedesco làm huấn luyện viên trưởng mới của đội. Ông đã giúp đội giành được 13 điểm sau năm trận đấu đầu tiên và kết thúc mùa giải ở vị trí thứ 14 chung cuộc và giúp câu lạc bộ thoát khỏi nguy cơ xuống hạng. Bên cạnh đó, ông kết thúc thời gian gắn bó với Erzgebirge Aue với sáu trận thắng, hai trận hòa và ba trận thua.

#### Schalke 04
Vào mùa giải 2017–18, Tedesco tiếp quản câu lạc bộ Schalke 04 tại Bundesliga và ông đã nhận được một hợp đồng có thời hạn đến ngày 30 tháng 6 năm 2019. Sau khi giúp Schalke đứng chung cuộc với tư cách là á quân tại giải VĐQG trong mùa giải đầu tiên và lọt vào bán kết DFB-Pokal, Schalke đã gia hạn hợp đồng với ông cho đến mùa hè năm 2022. Vào giữa tháng 3 năm 2019, Schalke đã sa thải Tedesco sau khi đội bị loại khỏi Champions League do nhận thất bại 0–7 trước Manchester City và vị trí thứ 14 tại Bundesliga. “Huấn luyện viên thế kỷ” của Schalke, Huub Stevens, và thành viên ban giám sát Schalke, Mike Büskens, đã kế nhiệm Tedesco với tư cách là trợ lý huấn luyện viên tạm thời cho đến cuối mùa giải.

#### Spartak Moskva
Vào ngày 14 tháng 10 năm 2019, Tedesco đảm nhận vị trí huấn luyện viên tại câu lạc bộ và nhà vô địch kỷ lục Ngoại hạng Nga Spartak Moskva với tư cách là người kế nhiệm Oleg Kononov, người đã bị sa thải sau 4 trận không thắng liên tiếp. Ông đã nhận được hợp đồng có thời hạn đến ngày 30 tháng 6 năm 2021. Bên cạnh đó, Tedesco là huấn luyện viên người Đức đầu tiên tại Spartak Moskva.
Spartak Moskva đứng ở vị trí thứ 9 trên bảng xếp hạng với 14 điểm sau 12 lượt trận vào thời điểm Tedesco được bổ nhiệm. Tedesco đã ổn định tình hình câu lạc bộ và giúp đội kết thúc chung cuộc ở vị trí thứ bảy trong mùa giải đầu tiên của ông. Vào tháng 12 năm 2020, Tedesco thông báo rằng ông đã không gia hạn hợp đồng đã hết hạn vào cuối mùa giải 2020–21 vì muốn gần gũi hơn với gia đình ở Đức và lệnh hạn chế đi lại do đại dịch COVID-19 khiến việc thăm viếng lẫn nhau trở nên khó khăn. Sau khi mùa giải kết thúc, ông đã giúp câu lạc bộ kết thúc chung cuộc ở vị trí á quân.

#### RB Leipzig
Vào ngày 9 tháng 12 năm 2021, Tedesco đảm nhận vị trí huấn luyện viên trưởng tại RB Leipzig với tư cách là người kế nhiệm Jesse Marsch. Dưới sự dẫn dắt của ông, đội đã lọt vào bán kết UEFA Europa League 2021–22 và bị loại bởi Rangers với tổng tỷ số 3–2. Vào ngày 21 tháng 5 năm 2022, RB Leipzig giành chiến thắng trận chung kết DFB-Pokal trên chấm phạt đền trước SC Freiburg với tỷ số 4–2.
Mặc dù có một mùa giải đầu tiên thành công, ông đã bị sa thải vào ngày 7 tháng 9 năm 2022 sau trận thua 4–1 trên sân nhà tại Champions League trước Shakhtar Donetsk và một chuỗi kết quả đáng thất vọng trong mùa giải 2022–23.

#### Đội tuyển quốc gia Bỉ
Đầu tháng 2 năm 2023, Tedesco tiếp quản đội tuyển quốc gia Bỉ với tư cách là người kế nhiệm Roberto Martínez, người đã từ chức sau khi bị loại ngay tại vòng bảng World Cup 2022. Ông đã ký hợp đồng có thời hạn đến Giải vô địch châu Âu 2024. Vào giữa tháng 3 năm 2024, hợp đồng của ông được gia hạn đến World Cup 2026.

## Triết lý huấn luyện
Tedesco mô tả phong cách bóng đá mà ông muốn các đội của mình chơi như sau: "Tôi luôn muốn các đội của mình phân chia không gian tốt. Tôi muốn so sánh nó với một võ sĩ quyền anh, người không bao giờ được mất cảnh giác. Trên hết, chúng tôi muốn để giành lại bóng thường xuyên nhất có thể bởi vì chúng tôi thích tấn công mặc dù luôn có sự cân bằng và cấu trúc nhất định để có thể kiểm soát mọi chuyển đổi."

## Đời tư
Tedesco đã kết hôn và có hai con gái.

## Thống kê sự nghiệp huấn luyện
Tính đến 6 tháng 9 năm 2024
| Đội            | Từ                   | Đến                 | Thống kê | Thống kê | Thống kê | Thống kê | Thống kê | Thống kê | Thống kê | Thống kê | Nguồn  |
| Đội            | Từ                   | Đến                 | Trận     | T        | H        | B        | BT       | BB       | HSBT     | % thắng  | Nguồn  |
| -------------- | -------------------- | ------------------- | -------- | -------- | -------- | -------- | -------- | -------- | -------- | -------- | ------ |
| Erzgebirge Aue | 8 tháng 3 năm 2017   | 9 tháng 6 năm 2017  | 11       | 6        | 2        | 3        | 14       | 10       | +4       | 054,55   |        |
| Schalke 04     | 9 tháng 6 năm 2017   | 14 tháng 3 năm 2019 | 89       | 47       | 17       | 25       | 102      | 98       | +4       | 052,81   |        |
| Spartak Moskva | 14 tháng 10 năm 2019 | 24 tháng 5 năm 2021 | 54       | 27       | 10       | 17       | 89       | 64       | +25      | 050,00   |        |
| RB Leipzig     | 9 tháng 12 năm 2021  | 7 tháng 9 năm 2022  | 38       | 20       | 9        | 9        | 84       | 46       | +38      | 052,63   | [ 19 ] |
| Bỉ             | 8 tháng 2 năm 2023   | nay                 | 19       | 12       | 5        | 2        | 38       | 11       | +27      | 063,16   |        |
| Tổng cộng      | Tổng cộng            | Tổng cộng           | 197      | 98       | 43       | 56       | 327      | 229      | +98      | 049,75   | —      |

## Danh hiệu

### Câu lạc bộ
RB Leipzig
- DFB-Pokal: 2021–22[12]